# قنطريون عقيم
القنطريون العقيم واسمه العلمي (باللاتينية: Centaurea sterilis) نوع نباتي ينتمي إلى جنس القنطريون من الفصيلة النجمية.